# 龙津蕨
龙津蕨（学名：[Mesopteris tonkineusis] 错误：{{Lang}}：文本有斜体标记（帮助））为金星蕨科龙津蕨属下的一个种。